# Mezquita Muhammadi

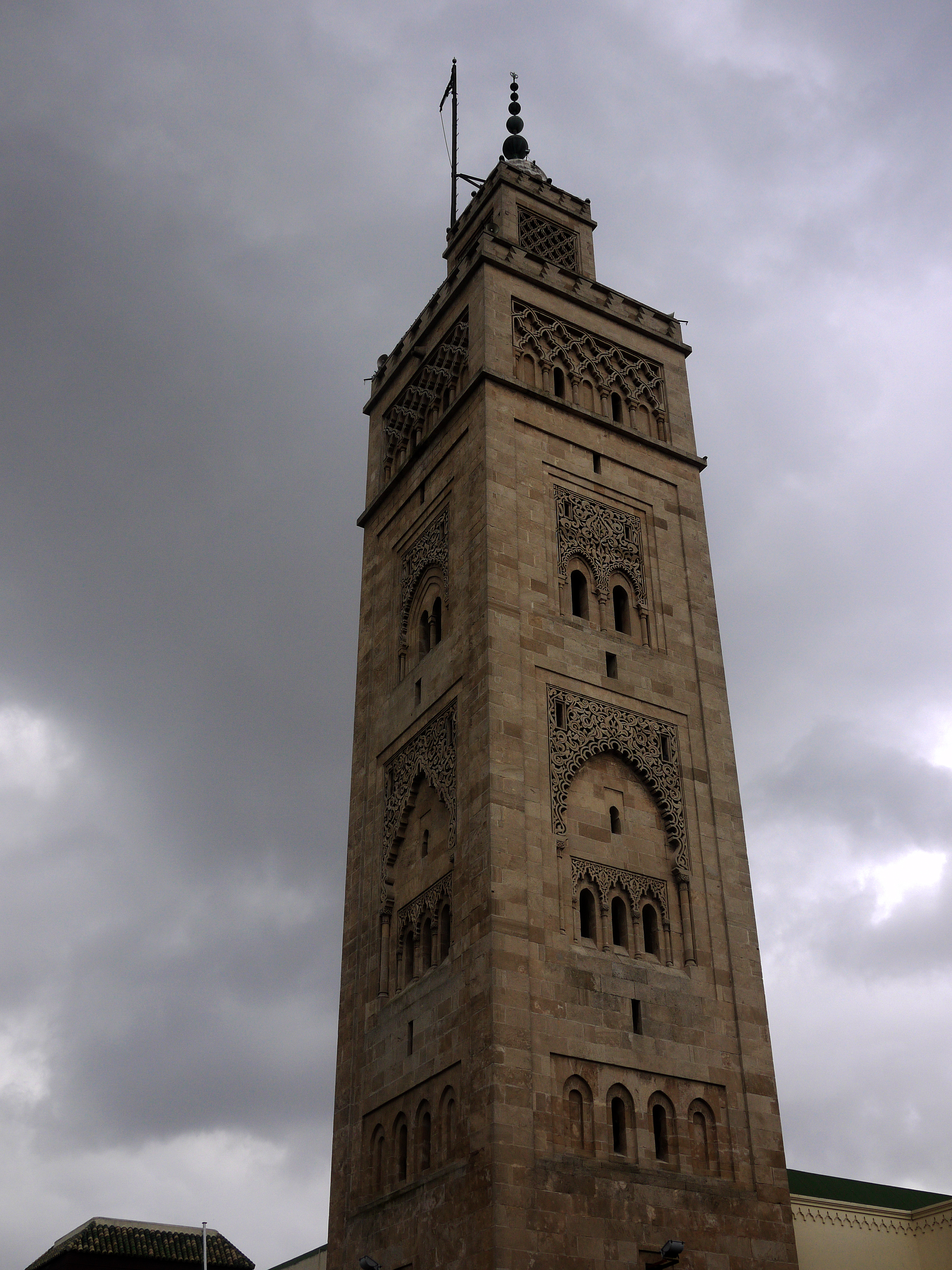
El minarete de la mezquita.

La Mezquita Muhammadi (en árabe: مسجد المحمدي‎) es una mezquita situada en el barrio de Hubous de Casablanca, Marruecos. Fue construida en 1936 por mandato del rey Mohamed V, de quien recibe su nombre.
La construcción de la mezquita comenzó el 30 de junio de 1934.   Fue diseñada por Auguste Cadet.  Cadet, junto a Edmond Brion, participó en el diseño de otros edificios del barrio de Habous, como de la cercana mezquita al-Yusufi (o mezquita Moulay Youssef). El rey Mohamed V visitó el lugar de construcción en agosto de 1934 mientras los arquitectos Abad y Ben Omar supervisaban las obras. La mezquita fue inaugurada oficialmente el 12 de junio de 1936, en presencia del rey.
La mezquita fue sometida a una importante restauración en 2007.
El edificio tiene una superficie de unos 3600 m² (38 750,1 ft²) y puede albergar hasta 6000 u 8000 fieles. Su diseño hace referencia a la arquitectura islámica tradicional marroquí; su minarete está inspirado en el minarete de la mezquita Kutubiyya de Marrakech y su patio en la mezquita Qarawiyyin de Fez.